# Doblinger Unternehmensgruppe
Die Doblinger Unternehmensgruppe mit Hauptsitz in München wächst seit über fünf Jahrzehnten stetig und gehört heute zu den bedeutenden Marktteilnehmern im deutschen Wohn- und Gewerbeimmobilienmarkt.
Die Doblinger Beteiligung GmbH ist die Konzernobergesellschaft der Doblinger Unternehmensgruppe.

## Geschichte
1967 gründete Alfons Doblinger den Bauträger „Alfons Doblinger Anlagenbau“ in Straubing/Niederbayern.
1975 kam es zur ersten großen Expansion durch den Erwerb der Glasfabrik Carborundum Deutschland GmbH (Regenhütte, Niederbayern), welche an den Pächter der Glashütte Ludwigsthal, Hans Neuberger, verpachtet wurde. Alfons Doblinger gründete zusammen mit Hans Neuberger die „Arber-Verkaufsring Gesellschaft“ zum Glas-Direktverkauf.
In den Jahren 1980 bis 1985 übernahm das Unternehmen die Möbel-Sperrholz und Furnier Fabrik Bartels-Ibus in Langenberg, Ostwestfalen, inklusive deren Grundbesitz sowie das IBUS-Werk Lüneburg. Alfons Doblinger kaufte 960 Wohnungen einer gemeinnützigen Wohnungsbaugesellschaft in Augsburg.
Nach der Verlegung des Unternehmenssitzes nach München erfolgte 1986/1987 die Übernahme der 1873 gegründeten Glas- und Spiegel-Manufactur AG in Gelsenkirchen-Schalke, welche damals nur eigenen Grundbesitz verwaltete und vermietete. Daraus entstand die heutige DIBAG Industriebau AG, das Kernunternehmen der Doblinger Unternehmensgruppe. 1987 wurde ein Reparatur- und Ersatzteilunternehmen für Omnibusse in Fellbach bei Stuttgart hinzugekauft. Die Doblinger Unternehmensgruppe übernahm 1990 von dem in eine Finanzkrise geratenen Immobilienkonzern „Neue Heimat“ den bayerischen Teil „Neue Heimat Bayern“ und damit über 32.500 Wohnungen. Im selben Jahr wurde daraus die heutige Wohnungs- und Siedlungsbau Bayern GmbH & Co. OHG gegründet, deren Kerngeschäftsfeld die Vermietung und Bewirtschaftung des eigenen Wohnimmobilienbestands ist.
1989 wurde die Siepe & Doblinger GmbH & Co. KG Industriebeteiligung, Düsseldorf, gegründet, welche kurz darauf eine Düsseldorfer Ingenieurgesellschaft mit rund 300 Mitarbeitern übernahm. Die Doblinger Unternehmensgruppe erwarb außerdem die Mehrheit an der Markt- und Kühlhallen AG, Grundstein der heutigen Bayerischen Gewerbebau AG.
2006 erfolgte die Umstrukturierung der Markt- und Kühlhallen AG zur Bayerischen Gewerbebau AG. Hauptaktionär der Bayerischen Gewerbebau AG ist die Doblinger Beteiligung GmbH, die Holdinggesellschaft der Doblinger Unternehmensgruppe.
2007 geriet die Gruppe in die Schlagzeilen, als ein ehemaliger Geschäftspartner und mehrere Anleger, die in von der DIBAG Industriebau AG initiierte Fonds investiert hatten, Anzeige erstatteten, weil Doblinger diese Fonds manipuliert habe, um Finanzprobleme zu verschleiern. Die Staatsanwaltschaft München I stellte sämtliche Ermittlungsverfahren ein.
2023 erwarb die Doblinger Unternehmensgruppe die Aktienmehrheit der Bauer AG in Schrobenhausen, einem weltweit tätigen Bau- und Maschinenbauunternehmen mit den Segmenten Spezialtiefbau, Maschinen und Ressources.

## Kennzahlen und Struktur
Die Gruppe beschäftigt über 1500 Mitarbeitende und erzielt einen Jahresumsatz von über 600 Mio. Euro (Stand 2022). Die Netto-Mieterträge belaufen sich pro Jahr auf rund 170 Millionen Euro.
Als Holding der Gruppe fungiert die Doblinger Beteiligung GmbH mit Sitz in München. Zu der Holding zählen im Wesentlichen:
- DIBAG Industriebau AG, München: Die DIBAG ist das Kernunternehmen der Unternehmensgruppe. Sie ist entstanden 1987 aus der Übernahme der Glas- und Spiegel-Manufactur Gelsenkirchen-Schalke A.G. Die DIBAG ist eine deutschlandweit tätige Immobiliengesellschaft, deren Schwerpunkt auf nachhaltiger Standort- und Quartiersentwicklung liegt. Sie ist tätig in den Geschäftsfeldern Projektentwicklung, Vermietung, Hausverwaltung und Verkauf. Das Unternehmen plant und realisiert komplexe Planungs- und Bauvorhaben in den Bereichen Wohnen, Gewerbe, Industrie und Verwaltung – stets mit dem Bestreben, Ökonomie, Funktionalität und zeitgemäße Architektur harmonisch in Einklang zu bringen. Die DIBAG ist langjähriges Mitglied der Deutschen Gesellschaft für nachhaltiges Bauen (DGNB). Die unternehmerische Tradition war von Beginn an durch eine starke regionale Präsenz sowie transparente Planungs- und Entwicklungsprozesse geprägt. Mit dem Hauptsitz in München und Regionalbüros in Berlin, Düsseldorf und Stuttgart ist die DIBAG deutschlandweit vertreten und agiert aktuell in über 35 Städten. Mit 1760 realisierten Projekten, rund 220 Mitarbeiterinnen und Mitarbeitern sowie 220 Bestandsobjekten zählt die DIBAG zu den größten deutschen Projektentwicklungs- und Bauträgergesellschaften. Vorstandsvorsitzender ist Unternehmensgründer Alfons Doblinger.[2]

- Monachia Grundstücks-GmbH: Bestandspflege und Vermietung; 2002 von der Brauerei Löwenbräu übernommen. Schwerpunkt der Gesellschaft ist die kunden- und marktorientierte Haus- und Grundstücksverwaltung. Kerngeschäftsfelder sind die Vermietung und Bewirtschaftung des eigenen Immobilienbestands in München und Umgebung.[3]

- Wohnungs- und Siedlungsbau Bayern GmbH & Co. oHG (WSB Bayern): Unter dem Motto „Wir vermieten Heimat“ versteht sich der Wohnungs- und Siedlungsbau Bayern GmbH & Co. OHG, kurz WSB, seit seiner Gründung vor mehr als 30 Jahren als kunden- und marktorientiertes Dienstleistungsunternehmen, dessen Kerngeschäftsfeld die Vermietung und Bewirtschaftung des eigenen Immobilienbestands ist. Die regionalen Schwerpunkte verteilen sich auf die Standorte München, Augsburg, Nürnberg, Haar, Bayreuth und Fürth.  Die WSB Bayern ist mit rund 19.500 eigenen Wohnungen, ca. 100 gewerblichen Einheiten und mehr als 10.000 Stellplätzen und Garagen eines der größten privaten Wohnungsunternehmen in Bayern. Knapp 900, also rund 4,6 % der Wohnungen, sind preisgebunden.[4]

- Bayerische Gewerbebau AG: Die Bayerische Gewerbebau AG ist in der Vermietung und Entwicklung von Logistikimmobilien sowie von Büro- und Gewerbeparks tätig. Ziel ist der Erhalt und die langfristige Sicherung des Immobilienbestands.  Das Unternehmen blickt auf eine inzwischen über 125-jährige Historie zurück und gehört damit zu den ältesten deutschen Aktiengesellschaften. Die ersten Jahre der Gesellschaft sind eng verbunden mit dem Namen Carl von Linde, einem Pionier der Kälteerzeugung und Tiefkühlung von Lebensmitteln. Er war Gründungsgesellschafter der im Februar 1890 errichteten „Aktiengesellschaft Gesellschaft für Markt- & Kühlhallen“, an der die Doblinger Unternehmensgruppe in den frühen 1990er Jahren die Mehrheit erwarb. Die Geschäftstätigkeit wurde behutsam, aber kontinuierlich ausgebaut. Ende 2006 erfolgte eine Umstrukturierung und damit die Umfirmierung der Gesellschaft zur Bayerischen Gewerbebau AG. Hauptaktionär ist die Doblinger Beteiligung GmbH, die Holdinggesellschaft der Doblinger Unternehmensgruppe.